# Everything I Didn't Say
«Everything I Didn't Say» es una canción por la banda australiana 5 Seconds of Summer de su álbum 5 Seconds of Summer.

## Descripción
La canción habla sobre haber finalizado una relación sabiendo que no fuiste lo suficientemente bueno o no trataste a la persona con la que estabas en el modo que lo merecía, sobre el haber deseado ser una mejor persona durante esa relación. «Esta canción es sobre cuando estas en una relación y cuando terminas, estas como "No he dado nada en esa relación" y la otra persona a puesto mucho más que tu, y luego te arrepientes. De eso trata la canción». Respondió Ashton Irwin en el Track by Track de la canción.

## Posicionamiento
| Lista (2014)                       | Posición |
| ---------------------------------- | -------- |
| Australia (ARIA)                   | 11       |
| Nueva Zelanda (Recorded Music NZ)  | 8        |
| Países Bajos (Mega Single Top 100) | 36       |